# Galáxia Anã de Antlia II
A Galáxia Anã de Antlia II, Antlia 2, ou simplesmente Ant 2, é uma galáxia anã que tem um terço do tamanho da Via Láctea. Ela é tão grande quanto a Grande Nuvem de Magalhães. A galáxia foi descoberta com dados do satélite Gaia da Agência Espacial Europeia.  A galáxia anã do Antlia 2 está localizada atrás do disco galáctico a uma latitude de b∼11∘ e abrange 1,26 graus, o que corresponde a ~ 2,9 kpc na sua distância de 130 kpc.